# RUFOR
Grupul RUFOR (prescurtarea de la Romanian UFO Researchers) este un grup particular informal de cercetare a fenomenului OZN în România înființat în vara anului 1977 de către Călin N. Turcu la Vălenii de Munte, județul Prahova. Grupul publică un buletin intern cu același nume (RUFOR) care prezintă în general evenimente OZN petrecute pe teritoriul României în ultimele două decenii. Buletinul a apărut în 27 de numere consecutive între anii 1979-1986.

## Membri notabili
- Călin N. Turcu
- Peter Leb